# Lin Jaldati
Lin Jaldati, pseudoniem van Rebekka (Lien) Brilleslijper (Amsterdam, 13 december 1912 – Berlijn, 31 augustus 1988), was een Nederlands-Duits-Joods verzetsstrijdster, overlevende van de Holocaust en een van de laatste mensen die Anne Frank nog in levenden lijve gezien hebben. Ze was zangeres van Jiddische liederen en was de zus van Janny Brandes-Brilleslijper (1916-2003). Na de Tweede Wereldoorlog emigreerde ze naar de DDR (Oost-Duitsland).
Vanaf haar veertiende werkte Lin Jaldati in een naaiatelier. In haar vrije tijd nam zij dansles. In 1930 danste zij bij het Nederlands Ballet en in 1934 werkte zij aan enkele grote revues mee. In de door Joodse immigranten uit Oost-Europa opgerichte culturele vereniging Sch.Ans-ki leerde zij veel Jiddische liederen kennen. Vanaf 1938 trad zij als solozangeres en -danseres op met de pianist Eberhard Rebling, haar latere echtgenoot. In 1942 moest ze onderduiken. De gezusters Brilleslijper huurden een huis en een vakantiewoning in Bergen en doken daar met beide gezinnen en hun ouders onder. Ze moesten er echter weg omdat de Duitsers in het kustgebied de Atlantik Wall gingen aanleggen.

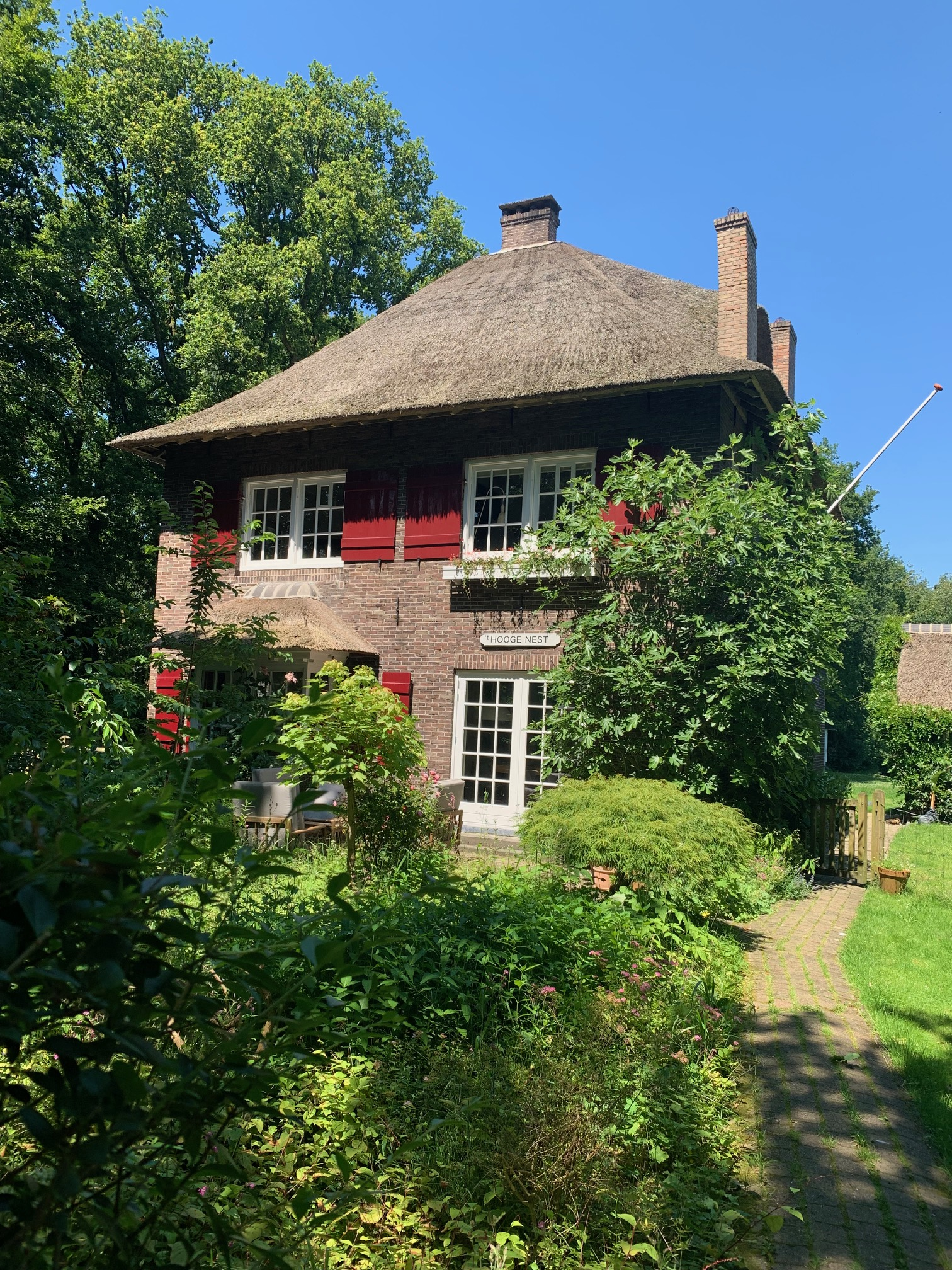
Villa 't Hooge Nest

Vanaf februari 1943 huurde ze met Rebling een vrijstaand huis, Villa 't Hooge Nest in Huizen, waar ze onderdak boden aan Joodse onderduikers. In 1944 werden ze echter verraden. Ze werd samen met haar zuster Janny naar kamp Westerbork getransporteerd en in de strafbarak geïnterneerd. De zusters moesten in de werkbarakken werken. Daarbij ontmoetten ze opnieuw het gezin Frank dat ze eerder op het Centraal Station hadden ontmoet en raakten met hen bevriend. Van Westerbork werden ze naar Auschwitz gedeporteerd. Later kwamen de zusters in Bergen-Belsen terecht. Anne Frank en haar zuster Margot werden er na hun overlijden aldaar door de gezusters Brillenslijper begraven. Lien overleefde als een van de weinige personen uit haar familie de Holocaust, samen met haar zuster.
Na de oorlog kon zij haar carrière samen met haar man Eberhard Rebling voortzetten. In 1952 emigreerde het echtpaar met hun beide dochters, Kathinka en Jalda, naar Oost-Berlijn. In de DDR was zij lang de enige vertolkster van Jiddische muziek. Vooral vanaf 1967 was het DDR-regime echter zeer wantrouwend tegenover Lin Jaldati en mocht zij jarenlang geen Jiddische liederen zingen. In de laatste jaren van haar leven heeft ze nog grote successen behaald. Ze overleed in 1988.
In 2022 vernoemde de gemeente Amsterdam brug 253 naar haar en haar zuster.

## 't Hooge Nest
Samen met haar man beschreef ze de onderduikperiode in Huizen in Sag nie, du gehst den letzten Weg (1986). Roxane van Iperen schreef over dezelfde periode de bestseller 't Hooge Nest (2018), waarbij ze, volgens journaliste Annemieke Hendriks, sterk leunde op het boek van Jaldati en Rebling, en de rol van Rebling wegwiste. In mei 2024 verscheen de Nederlandse vertaling van Sag nie, du gehst den letzten Weg van de hand van Johan Meijer, Diete Oudesluijs, Rimco Spanjer en Sander Stotijn onder de titel Lied van verzet.

## Discografie
- 1966: Lin Jaldati singt (VEB Deutsche Schallplatte Berlin – Eterna, Best.-Nr. 8 10 024)
- 1982: Lin Jaldati – Jiddische Lieder (VEB Deutsche Schallplatte Berlin – AMIGA, Best.-Nr. 8 45 198)
- 2008: Lin Jaldati & Eberhard Rebling, Jiddische Lieder (Hastedt Verlag & Musikedition Bremen – HT 5332)

## Hoorspel
- 1986: Georg Büchner: Woyzeck (Verschiedenes) – Regie: Joachim Staritz (hoorspel – DDR-radio)

- Bibliothèque nationale de France: cb131954823 (data)
- Gemeinsame Normdatei: 118816780
- International Standard Name Identifier: 0000 0000 7836 5254
- Library of Congress Control Number: n85182200
- MusicBrainz: 05dc823a-65e9-4f00-8023-548431a36a3d
- Nationale Bibliotheek van Israël: 987007263340805171
- Nationale Bibliotheek van Polen: a0000001066514
- Nederlandse Thesaurus van Auteursnamen: 06791781X
- Système universitaire de documentation: 035539208
- Virtual International Authority File: 97929822
- WorldCat: E39PBJpypKb8x3gJrPDrfVFBT3